# Eix de la Terra
L'eix de la Terra és la línia imaginària que passa pels pols i sobre el qual el planeta gira una vegada cada 23 hores i 56 minuts aproximadament (dia sideral). Aquest eix no és perpendicular respecte al pla de l'eclíptica sinó que es troba inclinat, formant un angle de 66° 30′ o, el que és el mateix, 23° 30′ respecte a la normal.
L'eix apuntaria sempre al mateix punt de l'espai si no fos perquè existeix un moviment de precessió: un moviment harmònic que segueix una superfície cònica, el vèrtex de la qual es troba al centre de la Terra, i que descriu un cercle complet cada 25.000 anys. Aquest moviment se'l coneix com a precessió de l'eix de la Terra, o precessió dels equinoccis, i va ser descobert per Hiparc de Nicea el segle ii aC, quan va comparar la posició de Spica (vegeu Verge) amb els registres deixats per Timorachis i Aristil.